# アリなし〜アリケン★ゴールデンスタジアム〜
『アリなし〜アリケン★ゴールデンスタジアム〜』（ありなし〜ありけんごーるでんすたじあむ〜、英: ARI×NASHI）とは、テレビ東京系列にて、2010年10月23日から2011年9月24日までバラエティ7枠で放送されていたトーク番組。

## 概要
2010年9月まで同枠で放送されていた『アリケン』を全面リニューアルする形でスタート。世の中の森羅万象さまざまな事を「アリか?」「なしか?」を有田哲平と堀内健が文化人や芸能人、時には素人と徹底討論するディベートゲームバラエティ。また、この番組から直前番組にあたる『シネ通!』、バラエティ7土曜後半の『板尾ロマン』との番組接続はステブレレスとなり、同時にバラエティ7土曜2番組のEPGに関しては当番組並びに『板尾ロマン』がそれぞれ単独番組扱いとなった
2011年3月、SP企画として「ヘリクツ女王決定戦」を行ったのを皮切りに、以降はテーマに沿ったタレントを招いての勝ち抜き戦形式へと移行。各大会の優勝者を集めて「ヘリクツチャンピオンカーニバル」を開催するという方向性が示された。同時期に、テレビ東京・テレビ北海道・テレビ大阪など一部ネット局の番組表では『アリなし〜有田&堀内のヘリクツ・ディベートバトル〜』と表記されるようになった。その後、「春のヘリクツ女王新人戦」「崖っぷち芸人バトルロイヤル」「地味芸人バトルロイヤル」「ヘリクツワールドカップ」「グラビアアイドルバトルロイヤル」「ヘリクツ軍団対抗戦」を経て、2011年秋の土曜22時30分 - 26時35分枠における大幅改編に伴い本番組の終了が決定したため、9月3日からは最終企画として4週に渡って「チャンピオンカーニバル」を開催、大谷ノブ彦・柴田英嗣のコンビが優勝を収めた。
同時に、「崖っぷち芸人バトルロイヤル」にて「最弱の論客」と呼ばれる失態を演じた三又又三のキャラクターがクローズアップされた。
大会では、2チームがカードを引き、そこで決まった立場でディベートをし、観客の投票で勝敗を決める勝ち抜きトーナメント形式と、参加者全員が一つのテーマについて自由にディベートをし、観客が最もダメだと思った論客に投票する「失格投票」で1人ずつ脱落させ最終勝者を決めるバトルロイヤル形式が行われた。ただし、バトルロイヤルではMC2人の判断で失格の「保留」、あるいは「復活」が行われることが多々あり、その場合は帳尻を合わせるため次回の脱落者を2名、3名と徐々に増やした。
2011年9月24日にエキシビションとして行われた「三又vsチャンピオンカーニバル参加者全員」のバトルロイヤルと、「三又又三vsさがね正裕」の最弱王決定戦をもって番組は終了し、同時に『アリケン』シリーズは3年半で終了した。

## 討論の流れ
第1回から7回放送までは、スタジオの入り口で有田と堀内が、森田アナウンサーからテーマで知らされていた。2人が「アリ」か「なし」かどちらの立場で参加するかは、この時に発表される、また有田と堀内は本来の考えとは、逆の立場で参戦することが多くそのため論客もテーマに従った専門家が中心となっていた。ディベートは前後半30分ずつの計1時間行われる。前半終了後に、スタジオに集まった50人の観客が、その時点でどちらの意見に賛同するかを決める。後半終了後に、前後半通しての勝敗を決め、負けた方は御座の上で土下座（謝罪）する（第3回目以降）。
第8回以降からは論客に焦点をおいた構成になっており、くじ引きで「アリ派」か「なし派」に別れディベートを行う形式、またはゲストが持ち込んだテーマに対してディベートをする形式になっている。くじ引きで行われるディベートに関しては「袋とじ」や「3時のおやつ」など普段のディベートでは扱わないようなテーマが中心となっている。ディベートは1テーマにつき20分、ほら貝の合図で討論が開始される。討論が終了した時点でスタジオに集まった50人がどちらの意見に賛同したかアリ派は赤色、なし派は青色の札をそれぞれあげて勝敗を決める。先に2本先取で負けたチームは謝罪となる。2011年3月から行われたトーナメント戦もほぼ同様のルールである。
「雑なヘリクツで論破できるのか」が番組の全体的なテーマとなっている。番組内でも、討論中に「ディベートゲームに勝つため、あえて○○派で論じています。」というテロップが表示され、論客を論破する為に、敢えてそちらの立場で論じていることが強調されている。また、最後には「なお、相手を論破することを目的としているため、いくつかヒドいヘリクツが出てきました。あくまでディベートゲームなので気にしないで下さい・・・。」というテロップが表示される。

## 出演者
- 有田哲平（くりぃむしちゅー）
- 堀内健（ネプチューン）

両者共に前番組の『アリケン』から続投。スーツを着用している。
- 佐々木明子（テレビ東京アナウンサー）

進行を担当。
- 森田京之介（同上）

レポートを担当。番組内では、第2回から有田・堀内ら出演者には、「京之介」と呼ばれている。
インフォマーシャルキャスター
- 夏垣佳奈（2010年10月23日 - 2010年12月26日）

番組途中に挿入されるインフォマーシャルコーナーのキャスター担当。なお、夏垣にとっては、本番組が初レギュラーである。
ラウンドガール
- レオーニ（2010年12月11日 - ）
- 空（2010年12月11日 - 2011年1月29日）
- 吉川このみ（2011年2月5日 - ）

## 放送リスト
| 01 | 10月23日 | セックス                     | 渡辺ひろ乃                                     |
| 02 | 10月30日 | テレビ                       | 品田英雄、小林弘人、寺坂直毅                   |
| 03 | 11月6日  | 合コン                       | 斉田直世                                       |
| 04 | 11月13日 | たばこ                       | 森永卓郎、及川奈央                             |
| 05 | 11月20日 | 携帯・AV・タメ口             | 堀江貴文、上杉隆                               |
| 06 | 11月27日 | 浮気                         | 中村うさぎ、みひろ、島田佳奈                   |
| 07 | 12月4日  | ニート                       | 杉村太蔵、作野裕樹                             |
| 08 | 12月11日 | ネイル・むだ毛               | トリンドル玲奈、大久保佳代子、ゆまち、間宮梨花 |
| 09 | 12月18日 | イクメン・ガーターベルト・髭 | やくみつる、江川達也                           |
| 10 | 12月25日 | 総集編（森田京之介）         | 大橋未歩                                       |

| 11 | 1月8日  | 勝負パンツ・袋とじ                                 | 堀江貴文、杉村太蔵、品川祐、ふかわりょう、ローラ、ほしのあき                                     |
| 12 | 1月15日 | 3時のおやつ・愛想笑い                              | 堀江貴文、杉村太蔵、品川祐、ふかわりょう、ローラ、ほしのあき                                     |
| 13 | 1月22日 | -                                                  | 堀江貴文、杉村太蔵、品川祐、ふかわりょう、ローラ、ほしのあき                                     |
| 14 | 1月29日 | 土曜日・裸エプロン・ペアルック                     | 堀江貴文、杉村太蔵、品川祐、ふかわりょう、ローラ、ほしのあき                                     |
| 15 | 2月5日  | あだ名・ウィンク・桃太郎の家来キジ                 | 角田龍平・本村健太郎                                                                             |
| 16 | 2月12日 | ワンナイトラブ・二股                               | Sowelu・LiLy・大久保佳代子                                                                       |
| 17 | 2月19日 | ブリーフ・フレンチキス・ホームパーティ             | 麻木久仁子、杉村太蔵                                                                             |
| 18 | 2月26日 | 日焼けサロン・ネコ・胸毛                           | JOY、ユージ、杉村太蔵                                                                            |
| 19 | 3月5日  | 男女の友情・玉の輿・美容師の馴れ馴れしいトーク     | 大久保佳代子、トリンドル玲奈、岡本夏生、中村うさぎ、麻木久仁子、いとうあさこ、西川史子、熊田曜子 |
| 20 | 3月19日 | コスプレ・ホストクラブ・美容師の馴れ馴れしいトーク | 大久保佳代子、トリンドル玲奈、岡本夏生、中村うさぎ、麻木久仁子、いとうあさこ、西川史子、熊田曜子 |

※2011年3月12日は東北地方太平洋沖地震（東日本大震災）関連の報道特別番組・3月26日は「板尾ロマンスペシャル」、4月2日は「イラっとくる韓国語講座」、5月14日は世界卓球選手権、7月9日は「有田&山崎のひきだし太郎」をそれぞれ放送したため放送休止。

## ネット局と放送時間
| 放送対象地域   | 放送局                | 系列           | 放送曜日・時間     | 放送開始日     | 放送日の遅れ |
| -------------- | --------------------- | -------------- | ------------------ | -------------- | ------------ |
| 関東広域圏     | テレビ東京（TX）      | テレビ東京系列 | 土曜 25:20 - 26:05 | 2010年10月23日 | 制作局       |
| 北海道         | テレビ北海道（TVh）   | テレビ東京系列 | 月曜 25:30 - 26:15 | 2010年11月8日  | 9日遅れ      |
| 石川県         | テレビ金沢（KTK）     | 日本テレビ系列 | 金曜 25:04 - 25:34 | 2010年11月5日  | 13日遅れ     |
| 福岡県         | TVQ九州放送（TVQ）    | テレビ東京系列 | 金曜 25:28 - 26:18 | 2010年11月5日  | 13日遅れ     |
| 大阪府         | テレビ大阪（TVO）     | テレビ東京系列 | 土曜 25:30 - 26:15 | 2010年11月6日  | 91日遅れ     |
| 岡山県・香川県 | テレビせとうち（TSC） | テレビ東京系列 | 火曜 24:58 - 25:28 | 2010年11月2日  | 24日遅れ     |
| 福島県         | テレビユー福島（TUF） | TBS系列        | 月曜 24:50 - 25:20 | 2010年11月16日 | 16日遅れ     |
| 熊本県         | 熊本放送（RKK）       | TBS系列        | 水曜 24:25 - 24:55 | 2010年11月10日 | 32日遅れ     |
| 奈良県         | 奈良テレビ（TVN）     | 独立UHF局      | 木曜 25:00 - 25:30 | 2010年11月25日 | 33日遅れ     |
| 長崎県         | テレビ長崎（KTN）     | フジテレビ系列 | 木曜 25:00 - 25:30 | 2011年4月28日  |              |

### 途中打ち切りの局
テレビ愛知（TVA） - 2011年1月5日に水曜 25:28 - 25:58で放送開始したが、4月20日をもって打ち切り。
備考
1. ^2010年12月までは金曜26:28 - 27:13に、2011年1月から3月までは土曜24:55 - 25:40に放送。
2. ^2011年7月16日から10月1日までドラマ『モテキ』再放送のため休止、10月8日から放送再開。
3. ^2011年3月までは火曜25:20 - 25:50、2011年4月6日から27日までは水曜25:20 - 25:40に放送。
4. ^テレビ東京での2010年12月18日放送分から放送開始されたが、わずか3ヶ月で打ち切られた。

## スタッフ
- ナレーター：大山裕子
- 構成：鮫肌文殊、北本かつら、石井裕之、奥原健太郎
- TD：吉田健吾
- カメラ：近藤剛史
- VE：水野暁夫
- 音声：久保田優
- 照明：井町成宏
- 美術：小越敏彦
- デザイン：薬王寺哲朗
- 美術進行：仙田拓也
- 大道具：土田恵佑
- モニター：伊坂道在
- メイク：中野良子
- 技術協力：テクノマックス
- 美術・照明協力：テレビ東京アート
- 編集：原健一郎（ザ・チューブ）
- MA：中村裕子（ザ・チューブ）
- 音効：松田創（Thee BLUEBEAT）
- CG：嵯野ともこ（アイヴリック・スタジオ）
- 編成：今井豪
- 番宣：野上次郎
- デスク：後藤由枝
- リサーチ：フォーミュレーション、パレット
- 音楽協力：テレビ東京ミュージック
- AP：大野もも
- 制作進行：平沢務
- ディレクター：谷中憲、新沢学、地濃愛、長沼昭悟、杠政寛
- 総合演出：株木亘
- プロデューサー：伊藤隆行、上原敏明
- 制作協力：ユーフィールド
- 製作著作：テレビ東京

## 歴代のエンディングテーマ
| # | 曲名                                                                                      | 歌手                 | 使用期間                  |
| - | ----------------------------------------------------------------------------------------- | -------------------- | ------------------------- |
| 1 | 感情七号線                                                                                | フラワーカンパニーズ | 2010年10月23日 - 12月25日 |
| 2 | 想月夜                                                                                    | YU〜KO               | 2011年1月8日 - 2月26日    |
| 3 | Dearly                                                                                    | auncia               | 2011年3月5日 - 20日       |
| 4 | Thank You feat.DOUBLE,Doitall from Lords Of The Underground,Treach from Naughty By Nature | VOLTA MASTERS        | 2011年4月9日 - 現在       |